# Islam Magomédov
Islam Kurbánovich Magomedov (en ruso: Ислам Курбанович Магомедов; Miurego, 8 de febrero de 1991) es un deportista ruso de origen daguestano que compitió en lucha grecorromana.
Ganó una medalla de bronce en el Campeonato Mundial de Lucha de 2015.  En los Juegos Europeos de Bakú 2015 obtuvo la medalla de oro en la categoría de 98 kg.
Participó en los Juegos Olímpicos de Río de Janeiro 2016, ocupando el octavo lugar en la categoría de 98 kg.

## Palmarés internacional
| Campeonato Mundial | Campeonato Mundial         | Campeonato Mundial | Campeonato Mundial |
| Año                | Lugar                      | Medalla            | Categoría          |
| ------------------ | -------------------------- | ------------------ | ------------------ |
| 2015               | Las Vegas (Estados Unidos) | Medalla de bronce  | 98 kg              |
| Juegos Europeos    |                            |                    |                    |
| Año                | Lugar                      | Medalla            | Categoría          |
| 2015               | Bakú (Azerbaiyán)          | Medalla de oro     | 98 kg              |